# OVOL1
OVOL1 (англ. Ovo like transcriptional repressor 1) – білок, який кодується однойменним геном, розташованим у людей на 11-й хромосомі. Довжина поліпептидного ланцюга білка становить 267 амінокислот, а молекулярна маса — 30 259.
| 10         |  | 20         |  | 30         |  | 40         |  | 50         |
| ---------- |  | ---------- |  | ---------- |  | ---------- |  | ---------- |
| MPRAFLVKKP |  | CVSTCKRNWS |  | ELPDEERGEI |  | YVPVSLGFCP |  | PQPYREPEPS |
| VAEPPSCPLA |  | LNMSLRDSSY |  | SMAPGPCVVA |  | QLPSEDMGHL |  | TDPQSRDHGF |
| LRTKMKVTLG |  | DSPSGDLFTC |  | RVCQKAFTYQ |  | RMLNRHMKCH |  | NDVKRHLCTY |
| CGKGFNDTFD |  | LKRHVRTHTG |  | VRPYKCSLCD |  | KAFTQRCSLE |  | SHLKKIHGVQ |
| QKYAYKERRA |  | KLYVCEECGC |  | TSESQEGHVL |  | HLKEHHPDSP |  | LLRKTSKKVA |
| VALQNTVTSL |  | LQGSPHL    |  |            |  |            |  |            |

A: Аланін

C: Цистеїн

D: Аспарагінова кислота

E: Глутамінова кислота

F: Фенілаланін

G: Гліцин

H: Гістидин

I: Ізолейцин

K: Лізин

L: Лейцин

M: Метіонін

N: Аспарагін

P: Пролін

Q: Глутамін

R: Аргінін

S: Серин

T: Треонін

V: Валін

W: Триптофан

Задіяний у таких біологічних процесах, як транскрипція, регуляція транскрипції. 
Білок має сайт для зв'язування з іонами металів, іоном цинку, ДНК. 
Локалізований у ядрі.